# 南本宿インターチェンジ
南本宿インターチェンジ（みなみほんじゅくインターチェンジ）は、神奈川県横浜市旭区南本宿町にある保土ヶ谷バイパスのインターチェンジである。

## 道路
- 保土ヶ谷バイパス

ランプの出口距離が短いため、付近に左近山団地がある関係上から、朝晩にしばしば出口渋滞が発生する。

## 歴史
- 1974年（昭和49年）：狩場IC - 上川井IC間開通に伴い開設。

## 周辺
- 上り側
  - 左近山団地
- 下り側
  - 二俣川駅
  - こども自然公園
  - 横浜カントリークラブ
  - 戸塚カントリー倶楽部
  - ビッグボーイ南本宿店
  - 横浜市立南本宿小学校
  - 横浜市立万騎が原中学校

## 隣
保土ヶ谷バイパス
新桜ヶ丘IC - 南本宿IC - 本村IC